# هانز إيسيل
هانز كارل إيسيل (بالألمانية: Hans Eisele)، من مواليد مدينة دوناوشينغن، بتاريخ 13 مارس 1913م، وتوفي بالعاصمة المصرية القاهرة بتاريخ 3 مايو 1967م، هو طبيب عسكري ألماني، أنضم إلى وحدة فافن إس إس التابع للجيش الألماني خلال حكم النازي عام 1940م.

## الحرب العالمية الثانية
أشرف على عمله كطبيب في معسكر الاعتقال في ماوتهاوزن شمال النمسا، وفي أبريل عام 1945، قامت الجيش الأمريكي باعتقال هانز إيسيل.

## الذهاب إلى مصر
في ميونخ عام 1953م، حينما علم هانز إيسيل بإعادة المحاكمة بسبب اشتباهه بموت المعتقلين في معسكر الاعتقال بماوتهاوزن، أضطر مغادرة ألمانيا والذهاب إلى مصر، وسكن في حي المعادي بالعاصمة المصرية القاهرة، حيث ألتقى عدد من النازيين السابقين، وكانت الموساد قامت بوضع قنبلة ملغومة بسيارة، والتي تظن بأن إيسيل يعتاد عليها، وحينما ركب السائق المصري السيارة، انفجرت السيارة ولم يصب إيسيل بأذى، وفي اليوم الثالث من مايو عام 1967م توفي في منزله، ودفن في مقبرة ألمانية صغيرة رقمها 99.